# Одуя, Йонни
Йонни Одуя (швед. Johnny Oduya; 1 октября 1981, Стокгольм, Швеция) — профессиональный шведский хоккеист. Амплуа — защитник. Призёр Олимпийских игр и чемпионата мира.
На драфте НХЛ 2001 года был выбран в 7-м раунде под общим 221-м номером командой «Вашингтон Кэпиталз». 25 июля 2006 года как свободный агент подписал контракт с «Нью-Джерси Девилз». В 2010 году был обменян в «Атланту Трэшерз» как часть сделки по обмену Ильи Ковальчука. Обладатель Кубка Стэнли в 2013 и 2015 годах в составе «Чикаго Блэкхокс».
В июле 2015 перешёл в «Даллас Старз» на правах свободного агента, подписав 2-летний контракт на сумму $ 7 млн. Перед дедлайном сезона 2016/17 вернулся в состав «ястребов».

## Комментарии
1. ↑  В русскоязычных СМИ закрепилась неправильная транскрипция Джонни